# جک کامینگز (کارگردان)
جک کامینگز (انگلیسی: Jack Cummings؛ ۱۶ فوریهٔ ۱۹۰۰ – ۲۸ آوریل ۱۹۸۹) یک تهیه‌کننده، و کارگردان اهل ایالات متحده آمریکا بود. 